# Torneo Internacional de Verano 2012
El Torneo Internacional de Verano Bogotá 2012 fue la primera edición de este torneo amistoso de verano. Se disputó en el estadio Nemesio Camacho El Campín de Bogotá (Colombia), los días 25 y el 27 de julio. Participaron los dos equipos más populares de la capital colombiana, Independiente Santa Fe y Millonarios, y dos equipos argentinos: Boca Juniors y Estudiantes de La Plata.
Cada equipo disputó 2 encuentros ya que no se enfrentaron entre sí los de la misma nacionalidad.

## Resultados
- Los horarios corresponden a la hora de Colombia (UTC-5)
- Leyenda: Pts: Puntos; PJ: Partidos jugados; PG: Partidos ganados; PE: Partidos empatados; PP: Partidos perdidos; GF: Goles a favor; GC: Goles en contra; Dif: Diferencia de goles.

| Equipo                  | Pts | PJ | PG | PE | PP | GF | GC | Dif |
| ----------------------- | --- | -- | -- | -- | -- | -- | -- | --- |
| Independiente Santa Fe  | 4   | 2  | 1  | 1  | 0  | 2  | 1  | 1   |
| Millonarios             | 3   | 2  | 1  | 0  | 1  | 4  | 3  | 1   |
| Boca Juniors            | 3   | 2  | 1  | 0  | 1  | 2  | 2  | 0   |
| Estudiantes de La Plata | 1   | 2  | 0  | 1  | 1  | 2  | 4  | -2  |

| 25 de julio de 2012 | Independiente Santa Fe | 1:1 | Estudiantes de La Plata | Estadio Nemesio Camacho, Bogotá |                          |
| 17:30               | Gómez 30'              |     | Carrillo 86'            | Árbitro(s): Imer Machado        | Árbitro(s): Imer Machado |

| 25 de julio de 2012 | Millonarios  | 1:2 | Boca Juniors            | Estadio Nemesio Camacho, Bogotá |                          |
| 19:45               | Tancredi 61' |     | Chávez 45' · Erviti 63' | Árbitro(s): Luis Sánchez        | Árbitro(s): Luis Sánchez |

| 27 de julio de 2012 | Millonarios                | 3:1 | Estudiantes de La Plata | Estadio Nemesio Camacho, Bogotá |                            |
| 17:30               | Cosme 50', 64' · Ortiz 90' |     | Gelabert 48'            | Árbitro(s): José Luis Niño      | Árbitro(s): José Luis Niño |

| 27 de julio de 2012 | Independiente Santa Fe | 1:0 | Boca Juniors | Estadio Nemesio Camacho, Bogotá |                              |
| 19:45               | Cardona 14' (pen.)     |     |              | Árbitro(s): Wilson Lamouroux    | Árbitro(s): Wilson Lamouroux |

## Goleadores
| Jugador                | Equipo                  | Goles |
| ---------------------- | ----------------------- | ----- |
| Wilberto Cosme         | Millonarios             | 2     |
| Mario Gómez            | Independiente Santa Fe  | 1     |
| Juan Esteban Ortiz     | Millonarios             | 1     |
| Edwin Cardona          | Independiente Santa Fe  | 1     |
| Guido Carrillo         | Estudiantes de La Plata | 1     |
| Marcos Gelabert        | Estudiantes de La Plata | 1     |
| Cristian Manuel Chávez | Boca Juniors            | 1     |
| Walter Erviti          | Boca Juniors            | 1     |
| José Luis Tancredi     | Millonarios             | 1     |

## Equipos participantes 2014
*GRUPO A
- Independiente Santa Fe
- Boca Juniors

*GRUPO B
- Millonarios Fútbol Club
- Club Estudiantes de La Plata